# Бока-дель-Рио (муниципалитет)
Бока-дель-Рио (исп. Boca del Río) — муниципалитет в Мексике, штат Веракрус, расположен в регионе Сотавенто, входит в Метрополитенский ареал Веракруса. Административный центр — город Бока-дель-Рио.

## Состав
В состав муниципалитета входит 16 населённых пунктов, в том числе южная часть собственно города Веракрус. Крупнейшие населённые пункты:
| Русское название       | Испанское название     | Население |
| Всего в муниципалитете | Всего в муниципалитете | 138 058   |
| Веракрус (частично)    | Veracruz               | 126 507   |
| Бока-дель-Рио          | Boca del Río           | 9 947     |
| Пасо-Колорадо          | Paso Colorado          | 912       |
| Сан-Хосе-Новильеро     | San José Novillero     | 316       |